# Micrura filaris
Micrura filaris är en djurart som tillhör fylumet slemmaskar, och som först beskrevs av Müller 1780.  Micrura filaris ingår i släktet Micrura och familjen Lineidae. Inga underarter finns listade i Catalogue of Life.